# Problème de l'obstacle
 (septembre 2007).
Si vous disposez d'ouvrages ou d'articles de référence ou si vous connaissez des sites web de qualité traitant du thème abordé ici, merci de compléter l'article en donnant les références utiles à sa vérifiabilité et en les liant à la section « Notes et références ».
Le problème de l'obstacle est un exemple classique de motivation de l'étude mathématique des inégalités variationnelles et des problèmes à frontière libre. Il consiste à trouver la position d'équilibre d'une membrane élastique dont les bords sont fixes et devant passer au-dessus d'un obstacle donné. Il est profondément lié à l'étude des surfaces minimales et de la capacité d'un ensemble en théorie du potentiel. Les applications s'étendent à l'étude de la filtration d'un fluide en milieu poreux, au chauffage contraint, l'élastoplasticité, le contrôle optimal et les mathématiques financières.
Mathématiquement, le problème se voit comme la minimisation de l'énergie de Dirichlet,
{\displaystyle J=\int _{D}|\nabla u|^{2}\mathrm {d} x}
sur un domaine D où les fonctions u décrivent le déplacement vertical de la membrane. Les solutions doivent satisfaire des conditions au bord de Dirichlet et être supérieures à une fonction obstacle χ(x). La solution se distingue sur deux parties : une où elle est égale à l'obstacle (ensemble de contact) et une où elle y est strictement supérieure. L'interface entre les régions est appelée frontière libre.
En général, la solution est continue et sa dérivée est lipschitzienne, mais sa dérivée seconde est généralement discontinue à la frontière libre. La frontière libre est caractérisée comme une surface continue au sens de Hölder sauf en des points singuliers, situés sur une variété lisse.

## Note historique
« Qualche tempo dopo Stampacchia, partendo sempre dalla sua disequazione variazionale, aperse un nuovo campo di ricerche che si rivelò importante e fecondo. Si tratta di quello che oggi è chiamato il problema dell'ostacolo. »
— Sandro Faedo, (Faedo 1986, p. 107)
ce qui peut se traduire en :

« Quelque temps après Stampacchia, en repartant de son inégalité variationnelle, est apparu un nouveau champ de recherches, qui s'est montré tout aussi important et riche. Il est maintenant appelé problème de l'obstacle [sic]. »

## Approches intuitives

### Forme d'une membrane sur un obstacle
Le problème de l'obstacle apparait quand on considère la forme prise par un film de savon dans un domaine dont la valeur à la frontière est fixée (comme le problème de Plateau), avec la contrainte ajoutée que la membrane doit passer au-dessus d'un obstacle χ(x) à l'intérieur du domaine. De plus, pour de petites variations, minimiser sa longueur revient à minimiser son énergie, en effet paramétrant l'élastique sur l'intervalle [-1,1] par
la longueur de l'élastique entre -1 et 1 est donnée par :
L'objectif est donc de minimiser cette longueur, c'est-à-dire trouver
Or, si u' est suffisamment petit, le problème peut être linéarisé en remarquant que
{\displaystyle {\sqrt {1+u'(t)^{2}}}\sim 1+{\tfrac {1}{2}}u'(t)^{2}}.
Minimiser la longueur de l'élastique revient donc à minimiser son énergie de Dirichlet :

### Arrêt optimal
En théorie du contrôle, le problème de l'obstacle peut venir en cherchant le temps d'arrêt optimal d'un processus stochastique avec une fonction de gain χ(x).
Dans le cas simple du mouvement brownien, et le processus doit s'arrêter dès qu'on sort du domaine, la solution u(x) du problème d'obstacle peut être caractérisée par la valeur attendue du succès, en commençant le process au point x, si la stratégie d'arrêt optimal est suivie. Le critère d'arrêt consiste à s'arrêter une fois l'ensemble de contact atteint.

## Formulation
On suppose donnés :
- un domaine ouvert borné D ⊂ ℝn à frontière lisse
- une fonction lisse f(x) sur ∂D (la frontière du domaine)
- une fonction lisse χ(x) définie sur tout D telle que {\displaystyle \chi |_{\partial D}<f}, i.e. la restriction de χ sur la frontière de D (sa trace) est majorée par une fonction f.

Soit alors l'ensemble :
{\displaystyle K=\left\{u(x)\in H^{1}(D):u|_{\partial D}=f(x){\text{  et  }}u\geq \chi \right\},}
qui est un sous-ensemble fermé convexe de l'espace de Sobolev des fonctions de carré intégrable sur D et de dérivées faibles de carré intégrable, satisfaisant aux conditions voulues par rapport à l'obstacle. La solution au problème de l'obstacle est la fonction caractérisée par
{\displaystyle u=\operatorname {arg} \min _{v\in K}\int _{D}|\nabla v|^{2}\mathrm {d} x.}
L'existence d'une solution est assurée par des considérations dans la théorie des espaces de Hilbert,.

### Formulations alternatives

#### Inégalités variationnelles
Le problème de l'obstacle peut être reformulé comme un problème standard dans le cadre des inégalités variationnelles sur les espaces de Hilbert. Chercher le minimisateur d'énergie dans l'ensemble K des fonctions admissibles est équivalent à chercher
{\displaystyle u\in K{\text{     tel que      }}\forall v\in K,\int _{D}\langle {\nabla u},{\nabla (v-u)}\rangle \mathrm {d} x\geq 0}
avec ⟨ . , . ⟩ : ℝn × ℝn → ℝ le produit scalaire classique sur ℝn. C'est un cas particulier de la forme plus générale des inégalités variationnelles sur les espaces de Hilbert, de la forme
{\displaystyle a(u,v-u)\geq f(v-u)\qquad \forall v\in K.\,}
avec K un sous-ensemble fermé convexe, a(u,v) une forme bilinéaire réelle bornée et coercive, f (v) une forme linaire bornée.

#### Fonction surharmonique moindre
Un argument variationnel montre que hors de l'ensemble de contact, la solution du problème de l'obstacle est harmonique. Un argument similaire restreint aux variations positives montre qu'elle est surharmonique sur l'ensemble de contact. Ainsi, les deux arguments montre que la solution est surharmonique.
En fait, par le principe du maximum, on voit que la solution au problème est la fonction la moins surharmonique dans l'ensemble des fonctions admissibles.

## Recherche intuitive de la solution
Etablissons un raisonnement afin de trouver une solution explicite au problème de l'obstacle où {\displaystyle \chi (t)=1-2t^{2}} et {\displaystyle g=0}. L'obstacle est donc une parabole symétrique.

### Forme de la solution près des bords
Proposition — Sur {\displaystyle \omega =\{t\mid u(t)>\chi (t)\},u} est une droite.
Démonstration — 
D'après un corollaire du lemme de Du Bois-Reymond, {\displaystyle u'} est égale à une constante {\displaystyle a} presque partout. Or, {\displaystyle u\in H_{0}^{1}(-1,1)}, {\displaystyle u} est donc de la forme
Et puisque {\displaystyle u'} est égale à une constante {\displaystyle a} presque partout, alors {\displaystyle u(x)=a(x+1)}.
La proposition suivante montre que la solution ne peut « couper » l'obstacle, sans quoi l'inégalité sur {\displaystyle u''} n'est pas vérifiée.

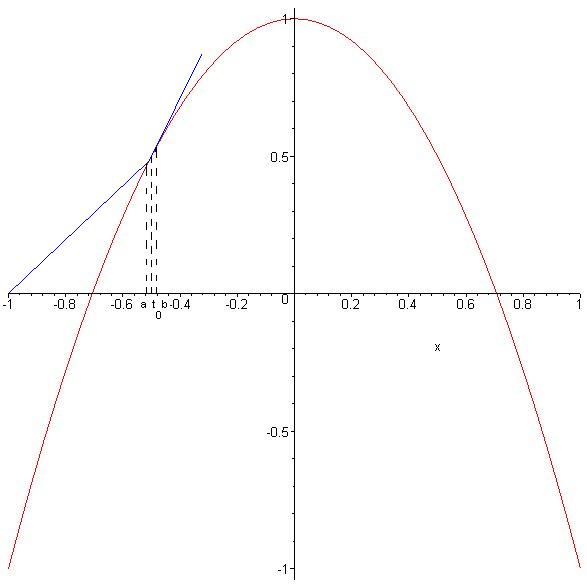
Le saut de la dérivée en est "positif"

Proposition — 
Soit {\displaystyle u\in C^{1}(I\smallsetminus \{t_{0}\})\cap C^{0}(I)} où {\displaystyle u} est une droite telle que {\displaystyle u(-1)=0} et coupe {\displaystyle \chi } au point d'abscisse {\displaystyle t_{0}}, à partir de ce point {\displaystyle u=\chi }(voir figure). Ainsi {\displaystyle u'(x)<u'(y)} où {\displaystyle a<x<t_{0}<y<b} tels que {\displaystyle a,b\in \mathbb {R} } soient très proches de {\displaystyle t_{0}}. Alors {\displaystyle u''\not \leqslant 0}  au sens des distributions sur {\displaystyle ]a,b[}.
Démonstration — 
En utilisant les propriétés des dérivées des distributions et en prenant {\displaystyle a} et {\displaystyle b} très proches de {\displaystyle t_{0}} il est possible de construire une fonction test {\displaystyle \varphi \in {\mathcal {D}}(]a,b[),\ \varphi \geq 0} pour laquelle {\displaystyle \textstyle \int _{t_{0}}^{b}\varphi \approx 0} et alors :

## Comparaison d'énergies
Proposition — 
Soit {\displaystyle T_{0}} la tangente à {\displaystyle \chi } au point d'abscisse {\displaystyle t_{0}\in [-1,0]} telle que {\displaystyle T_{0}(-1)=0}. Soit {\displaystyle T_{1}} la tangente à {\displaystyle \chi } au point d'abscisse {\displaystyle t_{1}\in [0,1]} telle que {\displaystyle T_{1}(1)=0}. Définissons deux fonctions dans {\displaystyle K} :
{\displaystyle u(t)=\left\{{\begin{array}{ll}T_{0}(t)\ &t\in [-1,t_{0}],\\\chi (t)\ &t\in [t_{0},t_{1}],\\T_{1}(t)\ &t\in [t_{1},1].\end{array}}\right.}
{\displaystyle u_{1}(t)=\left\{{\begin{array}{ll}T_{0}(t)\ &t\in [-1,0],\\T_{1}(t)\ &t\in [0,1].\end{array}}\right.}
- L'énergie de {\displaystyle u}, {\displaystyle \textstyle E(u)={\int _{-1}^{1}u'(t)^{2}\mathrm {d} t}} est inférieure à celle de {\displaystyle u_{1}}, {\displaystyle \textstyle E(u_{1})={\int _{-1}^{1}u_{1}'(t)^{2}\mathrm {d} t}}.
- En considérant {\displaystyle u_{1}} telle qu'elle a été définie précédemment et {\displaystyle u_{2}} un triangle centré (voir figure 2), l'énergie de {\displaystyle u_{2}} est supérieure à celle de {\displaystyle u_{1}}.
- L'énergie d'un triangle décentré {\displaystyle u_{3}} est supérieure à celle d'un triangle centré {\displaystyle u_{2}} (voir figure 2).
- Soit {\displaystyle u_{*}~} la solution tordue (voir figure 2). Alors l'énergie de {\displaystyle u_{*}~} est supérieure à celle de {\displaystyle u}.

Démonstration — 
Les démonstrations se font facilement en calculant la dérivée pour chaque fonction. Quant à la solution tordue, il faut considérer {\displaystyle u_{*}~} de la forme {\displaystyle u_{*}(t)=u(t)+h(t)~}, où

Fig. 3: Solution dans le cas d'un obstacle concave

La solution semble donc être (voir Fig. 3)
et on vérifie facilement que c'est le cas car cette solution vérifie le théorème de Stampacchia qui garantit son unicité :

## Régularité

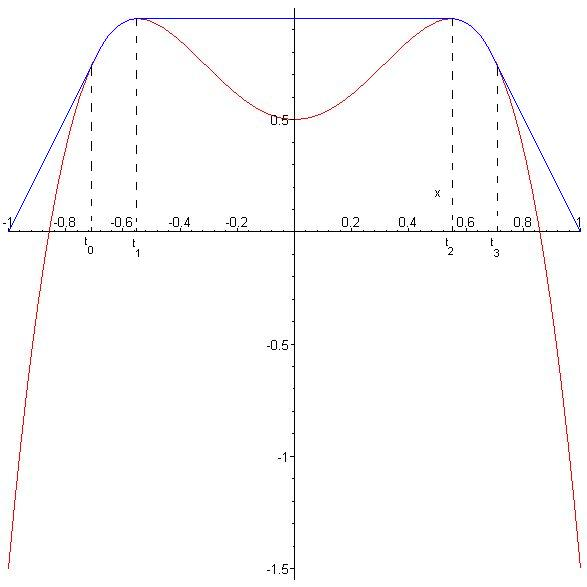
Solution d'un problème de l'obstacle en dimension 1. On voit que la solution est surharmonique (ici, concave), et a des valeurs de dérivées égales à l'obstacle au bord de l'ensemble de contact (traduction de la condition C1,1)

### Régularité optimale
La solution à la dérivée de l’obstacle a une régularité de classe C1,1, ou de dérivée seconde bornée, si l'obstacle a de telles propriétés. Plus précisément, les modules de continuité de la solution et de sa dérivée sont liés à ceux de l'obstacle.
1. si l'obstacle χ(x) a un module de continuité σ(r), donc tel que {\displaystyle |\chi (x)-\chi (y)|\leq \sigma (|x-y|)}, alors le module de continuité de la solution u(x) vaut C0 σ(2r), avec C0 une constante ne dépendant que du domaine (et pas de l'obstacle).
2. si la dérivée de l'obstacle a un module de continuité σ(r), alors la dérivée de la solution a pour module de continuité C1 r σ(2r), avec C1 une constante ne dépendant là aussi que du domaine[7].

### Surfaces de niveau et frontière libre
Sous une condition de dégénérescence, les niveaux de la différence entre la solution et l'obstacle {\displaystyle \{x:u(x)-\chi (x)=t\}} pour t > 0 sont des surfaces C1,α. La frontière libre, soit le bord du domaine de contact, est également C1,α sauf sur un ensemble de points singuliers, eux-mêmes isolés ou localement contenus dans une variété de classe C1.

## Extensions du problème

### Obstacle non concave

Fig. 4: Solution du problème avec obstacle non-concave

Considérons maintenant un autre obstacle, à savoir : {\displaystyle \chi (t)=-5t^{4}+3t^{2}+0,5}  sur {\displaystyle I=[-1,1]}.
Le raisonnemement établi lors de l'étude de l'obstacle précédent nous laisse penser que la solution éventuelle serait de la forme (voir Fig. 4):
où {\displaystyle a\in \mathbb {R} } et {\displaystyle t_{0},t_{1},t_{2},t_{3}} sont tels que :
- {\displaystyle a(t+1)} est la tangente de {\displaystyle \chi } au point d'abscisse {\displaystyle t_{0}} s'annulant en {\displaystyle -1} ,
- {\displaystyle \chi (t)} atteint son maximum sur {\displaystyle [-1,0]} au point {\displaystyle t_{1}};
- Par symétrie, comme {\displaystyle \chi } est une fonction paire, {\displaystyle t_{1}=-t_{2}} et {\displaystyle t_{3}=-t_{0}}. Ainsi, {\displaystyle \chi (t)} atteint son maximum sur {\displaystyle [0,1]} au point {\displaystyle t_{2}} et {\displaystyle -a(t-1)} est la tangente de {\displaystyle \chi } au point d'abscisse {\displaystyle t_{3}} s'annulant en {\displaystyle 1}.

Cette solution vérifie bien le théorème de Stampacchia car
et est donc l'unique solution.

### Double obstacle
En considérant maintenant le convexe fermé
 on peut alors étudier le problème à deux obstacles. Considérons les obstacles {\displaystyle \chi ^{-}(t)=-5t^{4}+3t^{2}+0,5} et {\displaystyle \chi ^{+}(t)=4t^{2}+0,7} sur {\displaystyle I=[-1,1]}.
Le raisonnemement établi précédemment laisse penser que la solution éventuelle serait de la forme (voir Fig. 5):

Problème de l'obstacle double : la fonction solution (rouge) doit passer entre les deux fonctions obstacle (en bleu)

où {\displaystyle a,b,c\in \mathbb {R} } et {\displaystyle t_{0},t_{1},t_{2},t_{3},t_{4}} et {\displaystyle t_{5}} sont tels que
- {\displaystyle at+a} est la tangente de {\displaystyle \chi ^{-}} au point d'abscisse {\displaystyle t_{0}} s'annulant en {\displaystyle -1},
- {\displaystyle bt+c} est la tangente commune aux deux obstacles. Elle est la tangente de {\displaystyle \chi ^{-}} au point d'abscisse {\displaystyle t_{1}} et est la tangente de {\displaystyle \chi ^{+}} au point d'abscisse {\displaystyle t_{2}}.
- Par symétrie, comme {\displaystyle \chi ^{-}} et {\displaystyle \chi ^{+}} sont deux fonctions paires, {\displaystyle t_{0}=-t_{5}}, {\displaystyle t_{1}=-t_{4}} et {\displaystyle t_{2}=-t_{3}}. Ainsi, {\displaystyle -bt+c} est la tangente de {\displaystyle \chi ^{+}} au point d'abscisse {\displaystyle t_{3}} et est la tangente de {\displaystyle \chi ^{-}} au point d'abscisse {\displaystyle t_{4}} et

{\displaystyle -at+a} est la tangente de {\displaystyle \chi ^{-}} au point d'abscisse {\displaystyle t_{5}} s'annulant en {\displaystyle 1}.
Par les mêmes calculs que précédemment, il est facile de voir que cette solution vérifie le théorème de Stampacchia et est donc l'unique solution.

### Problème en dimensions supérieures à 2
Le problème de l'obstacle peut être étudié en dimension supérieure, en utilisant alors la notion de gradient à la place des dérivées. Une des applications physiques est le recouvrement d'un objet par une membrane élastique.
En effet, sur un ouvert borné {\displaystyle \Omega } de {\displaystyle \mathbb {R} ^{n}}, pour {\displaystyle u\in H_{0}^{1}(\Omega )}, nous avons l'expression de la mesure de la surface de {\displaystyle u} suivante :
Cette quantité est bien définie sur {\displaystyle H_{0}^{1}(\Omega )}, car sachant que {\displaystyle \forall x\in \mathbb {R} ^{+}}, on a {\displaystyle {\sqrt {1+x}}\leq 1+{\frac {1}{2}}x}, alors on obtient l'inégalité :
De même qu'en dimension 1, il est possible de linéariser le problème, de façon analogue, ainsi le problème original dans lequel la nouvelle quantité à minimiser devient :

## Autres généralisations
La théorie du problème de l'obstacle peut s'étendre aux opérateurs elliptiques et leurs fonctionnelles énergies associées, ou même les opérateurs elliptiques dégénérés.
Le problème de Signorini est une variante du problème de l’obstacle, où la fonctionnelle énergie est minimisée sous une contrainte définie sur une surface d'une dimension moindre, comme le problème de l'obstacle aux frontières, où la contrainte s'applique au bord du domaine.
Les cas dépendant du temps, ou parabolique, sont également des sujets d'étude.